# Jaime Rosales
Jaime Rosales (Barcelona, 1970) és un director català de cinema, guanyador del Premi Nacional de Cultura 2015.

## Biografia
Llicenciat en Ciències Empresarials, va passar tres anys a Cuba estudiant cinema a la Escuela Internacional de Cine y Televisión de l'Havana, i va estudiar després en la Australian Film Television and Radio School Broadcasting Enterteinment (AFTRSBE) de Sydney (Austràlia). Autor de diversos curts d'èxit, el seu primer llargmetratge, Les hores del dia va obtenir el Premi de la Crítica Internacional en la Quinzena de Realitzadors en el Festival de Canes. El 2007 va estrenar el seu segon llargmetratge, La soledat. El cinema de Rosales, molt influït per cineastes com Robert Bresson, Jess Franco o Yasujiro Ozu, intenta mostrar fragments de la vida quotidiana de forma ascètica i mitjançant plans fixos. L'any 2012 la seva pel·lícula Somni i silenci es va presentar a la Quinzena de Realitzadors del Festival de Cannes. El 2015 fou guardonat amb el Premi Nacional de Cultura «per la seva tasca de recerca i la seva mirada acadèmica a la creació d'un dels grans autors de la literatura catalana de tots els temps».

## Filmografia

### Cinema
| - Yo tuve un cerdo llamado Rubiel (1998,Curtmetratge) - Episodio (1998,Curtmetratge) - The Fish Bowl (1999,Curtmetratge) - Les hores del dia (2003) - La soledat (2007) - Tiro en la cabeza (2008) - Sinergias: Diálogo entre Jaime Rosales y Wang Bing (2009) - Sueño y silencio (2012) - Jirafas, rinocerontes e hipopótamos (2014) - Bella joventut - Petra (2018) - Girasoles silvestres (2021) | - Les hores del dia (2003) - Un instante en la vida ajena (2003) - La línea recta (2006) - La soledat (2007) - Tiro en la cabeza (2008) - El árbol(2009) - Sueño y silencio (2012) | - Yo tuve un cerdo llamado Rubiel (1998,Curtmetratge) - Les hores del dia (2003) - La soledat (2007) - Tiro en la cabeza (2008) - Sueño y silencio (2012) - Jirafas, rinocerontes e hipopótamos (2014) - Girasoles silvestres (2021) |

## Premis i nominacions
| Any  | Premi                                                        | Categoria                      | Títol                           | Resultat  |
| ---- | ------------------------------------------------------------ | ------------------------------ | ------------------------------- | --------- |
| 1998 | Havana Film Festival                                         |                                | Yo tuve un cerdo llamado Rubiel | Guanyador |
| 1999 | Molodist International Film Festival                         | Millor Pel·lícula Estudiantil  | The Fish Bowl                   | Guanyador |
| 2003 | Festival de Cinema de Bogotà                                 | Millor pel·lícula              | Les hores del dia               | Candidat  |
| 2003 | Premis Butaca                                                | Millor pel·lícula catalana     | Les hores del dia               | Candidat  |
| 2003 | Festival de Cinema de Cannes                                 |                                | Les hores del dia               | Guanyador |
| 2003 | European Film Awards                                         | European Discovery of the Year | Les hores del dia               | Candidat  |
| 2004 | Premis ACCEC                                                 | Millor pel·lícula espanyola    | Les hores del dia               | Guanyador |
| 2004 | Premis ADIRCAE                                               | Millor director                | Les hores del dia               | Guanyador |
| 2004 | Premis de Cinema de Barcelona                                | Millor Director Novell         | Les hores del dia               | Guanyador |
| 2004 | Premis Goya                                                  | Millor guió original           | Les hores del dia               | Candidat  |
| 2004 | Sofia International Film Festival                            |                                | Les hores del dia               | Candidat  |
| 2004 | Premis Turia                                                 |                                | Les hores del dia               | Guanyador |
| 2004 | Festival Internacional de Cinema Independent de Buenos Aires |                                | Les hores del dia               | Guanyador |
| 2008 | Premi Cercle d'Escriptors Cinematogràfics,Espanya            | Millor director                | La soledat                      | Guanyador |
| 2008 | Premi Cercle d'Escriptors Cinematogràfics,Espanya            | Millor guio original           | La soledat                      | Candidat  |
| 2008 | Fotogramas de Plata                                          | Millor pel·lícula espanyola    | La soledat                      | Guanyador |
| 2008 | Premis Goya                                                  | Millor director                | La soledat                      | Guanyador |
| 2008 | Iberoamerican Short Film Competition                         |                                | La soledat                      | Guanyador |
| 2008 | Festival Internacional de Cinema de Sant Sebastià            |                                | Tiro en la cabeza               | Candidat  |
| 2008 | Premis Sant Jordi                                            | Millor pel·lícula espanyola    | La soledat                      | Guanyador |
| 2008 | Premis Turia                                                 | Millor pel·lícula espanyola    | La soledat                      | Guanyador |
| 2009 | Fotogramas de Plata                                          | Millor pel·lícula espanyola    | Tiro en la cabeza               | Guanyador |
| 2008 | Verona Love Screens Film Festival                            | Millor pel·lícula espanyola    | La soledat                      | Guanyador |
| 2015 | Premis Gaudí                                                 | Millor director                | Bella joventut                  | Candidat  |